# HD 187193
HD 187193，又名BD+25 3972，SAO 87729、HR 7540，是一颗恒星，视星等为5.95，位于銀經61.74，銀緯-0.02，其B1900.0坐标为赤經19h 43m 37.1s，赤緯+25° -0.02′ 13″。